# Kleinprießnitz
Kleinprießnitz ist ein Ortsteil der Gemeinde Frauenprießnitz im Saale-Holzland-Kreis (Thüringen). Das Dorf liegt an der Verbindungsstraße Camburg–Thierschneck und hatte 2017 86 Einwohner.

## Geschichte
In einer undatierten Urkunde, von Otto Dobenecker ursprünglich auf „nach 06.05.1210“ datiert, die aber zwischen 1214 und 1219 ausgestellt worden sein muss, ist Kleinprießnitz als „Briesene“  erstmals urkundlich erwähnt. Der Namensursprung des Ortes ist klar von ähnlich lautenden Orten zu trennen. Im 14./15. Jahrhundert war der Ort mit unterschiedlichen Rechten sowohl dem wettinischen Amt Camburg, sowie dem Nonnenkloster Eisenberg (nach der Reformation dem Amt Eisenberg) unterstellt.
Im Camburger Erbzinsbuch von 1494 erscheint der Ortsname bereits mit dem Zusatz „Klein“ (Klein Brisenitz). Die dort aufgeführten 22 einheimischen Zensiten zinsten alle ins Amt Camburg, vier davon zusätzlich nach Eisenberg. Teile von Kleinprießnitz gehörten bis ins 16. Jahrhundert noch zur Herrschaft der Schenken von Tautenburg-Frauenprießnitz und wurden von deren Lehnsherren von Tümpling verwaltet. Aus dem vor 1500 existierenden Vorwerk des Camburger Schlosses entwickelte sich im 16. Jahrhundert ein von der Steuer befreites fürstliches Gut, welches im Jahre 1658 vom Herzoglichen Haus Altenburg an Kleinprießnitzer Bauern gegen jährlichen Erbzins in Erbpacht gegeben wurde.
Zum Kirchgang begaben sich die Kleinprießnitzer ins benachbarte Schleuskau, auch nach Auflösung der dortigen Pfarrei (um 1526), als beide Orte zum Filial der Pfarrei Sieglitz wurden. Der zuständige Schulort war Schleuskau bis ins 20. Jahrhundert.
Das Amtsbuch von 1674 weist 15 Feuerstätten, 75 Seelen, 1 Tor und Schlagbaum, 3 Brunnen sowie ein Brauhaus (seit 1671) für das Dorf aus- Anlässlich der Erstellung des Katasters 1833 wurden 17 bäuerliche Wirtschaften und 90 Einwohner verzeichnet. Im Jahre 1895 hatte Kleinprießnitz 16 Wohnhäuser und 121 Einwohner, darunter 1 Schneider, 2 Schuh- und 1 Stellmacher, 1 Käsefabrikanten und 1 Rentier.
Ein erneuertes Ortsstatut, welches die Grundregeln des dörflichen Zusammenlebens festschrieb, wurde 1840 amtlich bestätigt. 1861 führte Kleinprießnitz als eine der ersten Gemeinden im Herzogtum die Separation durch.
Als der meiningische Herzog Georg II. („Theaterherzog“) die Ortschaften seines Amtsbezirks Camburg bereiste, passierte seine Kutsche auch Kleinprießnitz. Am 28. Juni 1890 bereitete die Einwohnerschaft ihm und seiner Frau einen jubelnden Empfang.
Die erste öffentliche Fernsprechstelle der Umgegend wurde am 17. Mai 1906 im Gasthof Kleinprießnitz in Betrieb genommen. Der Anschluss des Ortes an das Stromnetz der „Überlandzentrale des Elektrizitätswerkes der Grafschaft Camburg“ erfolgte am 14. März 1912.
Noch heute wird in Kleinprießnitz das Glöckchenjubiläum gefeiert. Es geht zurück auf einen alten Brauch, wonach jedes Mal, wenn der Sieglitzer Pfarrer auf seinem Weg zur Schleuskauer Kirche durch Kleinprießnitz kam, ein Dorfbewohner durch das Läuten mit einer Handglocke anzeigte, dass es Zeit zum Kirchgang war. Ein solches Glöckchen mit der eingravierten Jahreszahl 1705 war noch bis in die 1930er Jahre in Gebrauch.
Der Ort gehörte bis ins 19. Jahrhundert zum wettinischen Amt Camburg, welches aufgrund mehrerer Teilungen im Lauf seines Bestehens unter der Hoheit verschiedener wettinischer Herzogtümer stand. Bei der Leipziger Teilung 1485 dem albertinischen Sachsen zugeschlagen, fiel das Amt nach dem Schmalkaldischen Krieg 1547 an die Ernestiner und 1572 an das Herzogtum Sachsen-Weimar. Im weiteren Verlauf gelangte es ins Herzogtum S.-Altenburg (1603), S.-Gotha-Altenburg (1672 und 1707), S.-Eisenberg (1680–1707). 1826 kam Kleinprießnitz als Teil der Exklave Camburg vom Herzogtum Sachsen-Gotha-Altenburg zum Herzogtum Sachsen-Meiningen. Von 1922 bis 1939 gehörte der Ort zur Kreisabteilung Camburg.